# Beyerberg

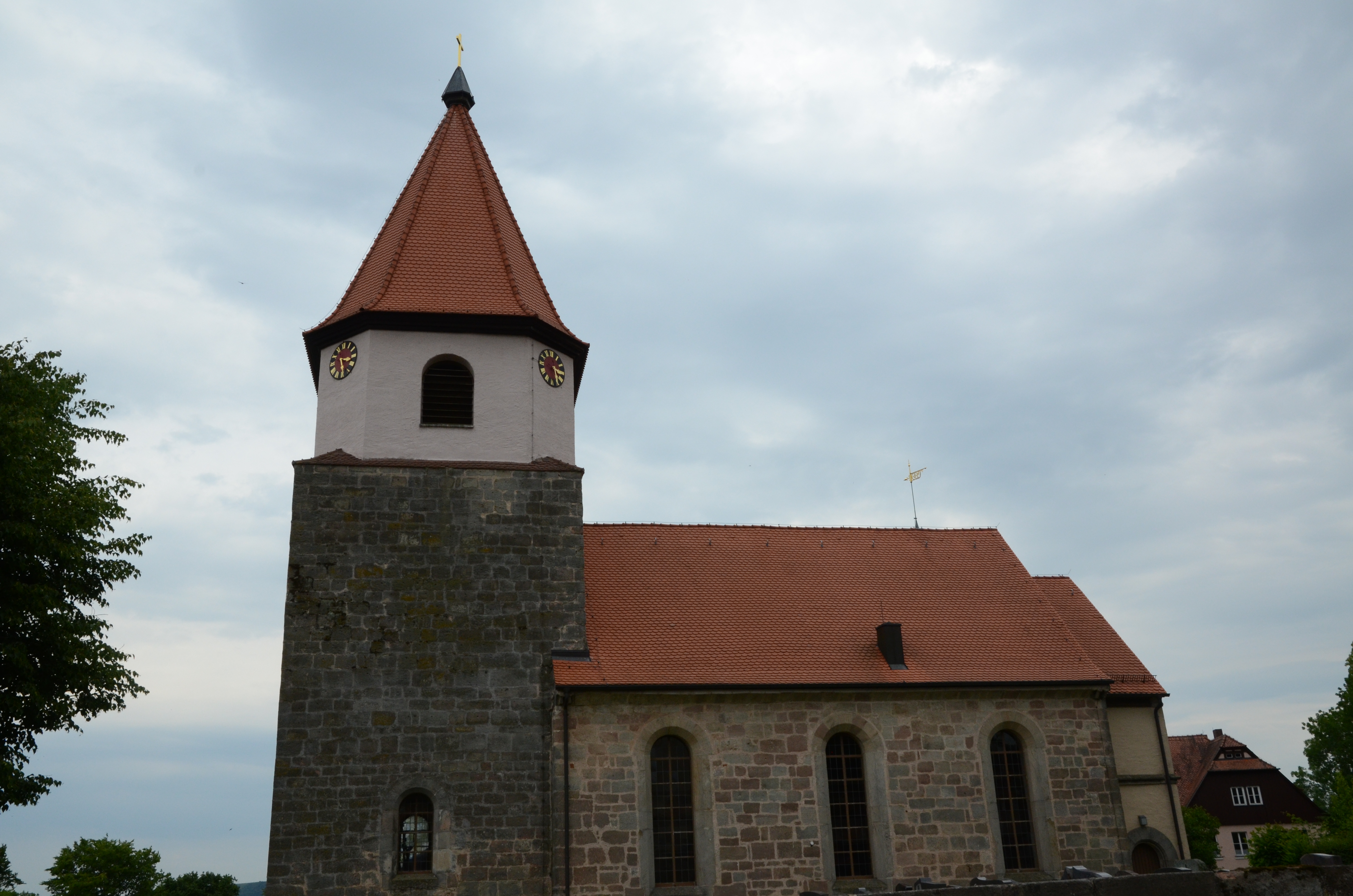
St. Walburgis und St. Nikolaus

Beyerberg ist ein Gemeindeteil der Gemeinde Ehingen im Landkreis Ansbach (Mittelfranken, Bayern). Die Gemarkung Beyerberg hat eine Fläche von 18,477 km². Sie ist in 1555 Flurstücke aufgeteilt, die eine durchschnittliche Fläche von 11.882,63 m² haben. In ihr liegen neben dem namensgebenden Ort die Gemeindeteile Brunn, Ehrenschwinden, Friedrichsthal, Hüttlingen und Kaltenkreuth.

## Geografie
Südlich des Pfarrdorfs verläuft der Löchergraben (im Unterlauf Lentersheimer Mühlgraben genannt), ein linker Zufluss der Wörnitz. Der Ort liegt in einer hügeligen Landschaft bestehend aus Acker- und Grünland mit vereinzeltem Baumbestand. Hervorzuheben ist eine Linde beim Friedhof, die als Naturdenkmal geschützt ist. Im Westen werden die Flurgebiete Schlierfeld und Weidig genannt, im Südosten Espan. 0,5 km nordwestlich liegt das Waldgebiet Ochsenschlag. 1 km nördlich erhebt sich der Hüttlinger Berg, 0,5 km nordöstlich der Kappelbuck und 0,75 km östlich der Bazenberg.
Die Staatsstraße 2248 führt nach Burk (3 km nordwestlich) bzw. nach Ehingen (4 km südöstlich). Die Kreisstraße AN 50 verläuft nach Ammelbruch (3,5 km südwestlich) bzw. nach Kaltenkreuth (2,1 km nordöstlich). Die AN 51 verläuft nach Grüb (2,6 km südlich). Eine Gemeindeverbindungsstraße führt nach Schlierberg (1,8 km westlich).

## Geschichte
Die erste schriftliche Erwähnung als „predium in Burberch“ findet sich in einem Vertrag des Jahres 1188 zwischen Kaiser Friedrich I. Barbarossa und König Alfons VIII. von Kastilien, in dem die Ehe zwischen Friedrichs Sohn Konrad und Alfons Tochter Berengaria vereinbart wurde. Dieses Landgut, das in Beyerberg vermutet wird, gehörte mit weiteren 29 staufischen Gütern zur Morgengabe der Braut. Allerdings wurde diese Ehe niemals geschlossen.
1448/55 kaufte das Kloster Heilsbronn mehrere Güter von Otthansen, von Wilhelm, Ulrich und Peter Feyrer, alle zu Beyerberg gesessen. Im Jahr 1483 kaufte das Kloster dort einen Hof von Erhard von Schlierberg und Hainz Heußner von Matzmannsdorf, 1512 einen weiteren Hof von Stephan Walther, 1516 einen Hof von Georg Hammer und 1517 zwei Güter von Michael Hammer. Auch die Benediktinerabtei Auhausen besaß seit Abt Georg Truchseß (frühes 16. Jahrhundert) ein Gut zu „Peuerperckh“. Die schrecklichen Bevölkerungsverluste durch den Dreißigjährigen Krieg halfen zahlreiche Exulantenfamilien aus Österreich auszugleichen, die als Glaubensvertriebene hier eine neue Heimat fanden.
Beyerberg lag im Fraischbezirk des ansbachischen Oberamtes Wassertrüdingen. Die Dorf- und Gemeindeherrschaft hatte das Kastenamt Wassertrüdingen. Gegen Ende des 18. Jahrhunderts gab es in Beyerberg 67 Anwesen. Außerdem gab es ein Forsthaus, eine Kirche, ein Pfarrhaus und ein Hirten-, Schul- und Flurerhaus, die der Kommune gehörten. Grundherren waren
- ansbachische Ämter (43 Anwesen; Verwalteramt Auhausen: 1 Söldengut mit Wirtschaft; Vogtamt Bechhofen: 1 Gut; Verwalteramt Forndorf: 1 Wirtschaft, 7 Güter, 2 Gütlein, 1 Söldengut, 2 Sölden; Verwalteramt Heidenheim: 1 Sölde; Verwalteramt Waizendorf: 1 Schenkstatt, 4 ganze und 2 halbe Güter; Kastenamt Wassertrüdingen: 1 Ziegelhütte, 1 Söldengut, 1 Söldengütlein, 1 Haus mit Braustatt, 8 Häuser, 8 Halbhäuser)
- Oettingen-Spielberg (3 Anwesen; Oberamt Aufkirchen: 2 Halbsölden; Oberamt Dürrwangen: 1 Söldengut)
- das Herzogtum Württemberg (Oberamt Weiltingen: 5 Anwesen)
- die Reichsstadt Dinkelsbühl (4 Anwesen; Karmelitenkloster: 1 Gütlein; katholische Kirchenpflege: 1 Söldengut; Prädikaturpflege: 1 Söldengütlein; Siechenpflege: 1 Gütlein)
- das Hochstift Eichstätt (Kastenamt Ornbau: 9 Güter)
- die Deutsche Orden (2 Anwesen; Stadtvogteiamt Eschenbach: 1 Söldengut; Obervogtamt Oettingen: 1 Sölde)
- Freieigen (1 Gut).[10][11] Von 1797 bis 1808 unterstand der Ort dem Justiz- und Kammeramt Wassertrüdingen.[12]

1806 kam Beyerberg an das Königreich Bayern. Infolge des Gemeindeedikts wurde 1809 der Steuerdistrikt und die Ruralgemeinde Beyerberg gebildet, zu dem bzw. zu der Brunn, Ehrenschwinden, Friedrichsthal, Hüttlingen und Kaltenkreuth gehörten. Die Gemeinde war in Verwaltung und Gerichtsbarkeit dem Landgericht Wassertrüdingen zugeordnet und in der Finanzverwaltung dem Rentamt Wassertrüdingen (1919 in Finanzamt Wassertrüdingen umbenannt, 1932–1973 Finanzamt Gunzenhausen, seit 1973 Finanzamt Ansbach). Die Verwaltung übernahm 1862 das neu geschaffene Bezirksamt Dinkelsbühl (1939 in Landkreis Dinkelsbühl umbenannt). Die Gerichtsbarkeit blieb beim Landgericht Wassertrüdingen (1879 in Amtsgericht Wassertrüdingen umbenannt), von 1956 bis 1970 war das Amtsgericht Gunzenhausen zuständig und von 1970 bis 1973 das Amtsgericht Dinkelsbühl, das seit 1973 eine Zweigstelle des Amtsgerichtes Ansbach ist. Die Gemeinde Beyerberg hatte 1964 eine Gebietsfläche von 15,356 km². Mit der Auflösung des Landkreises Dinkelsbühl im Jahr 1972 kam Beyerberg an den Landkreis Ansbach.
Im Zuge der Gebietsreform in Bayern wurde am 1. Juli 1972 Beyerberg nach Ehingen eingemeindet.

### Baudenkmäler
In Beyerberg gibt es vier Baudenkmäler:
- Ehinger Straße 2: Evangelisch-lutherische Pfarrkirche, ehemals St. Walburga und Nikolaus, unverputzte spätromanische Chorturmanlage mit angefügtem Langhaus von 1849/52, 14. Jahrhundert, Turmoktogon mit Zeltdach 1781/83; mit Ausstattung; Friedhofsmauer aus Werkstein.
- Ehinger Straße 3: Ehemalige Brauerei, zweigeschossiges verputztes Satteldachhaus zu sechs Achsen, giebelständig, 1. Hälfte 18. Jahrhundert
- Ehinger Straße 8: Ehemaliges Forsthaus, zweigeschossiges Walmdachgebäude mit spätbarocker Putzgliederung, 1. Viertel 19. Jahrhundert
- Grüber Straße 2: Wohnstallhaus, ehemals erdgeschossiger verputzter Walmdachbau, 18. Jahrhundert, Aufstockung 1892; Scheune, Massivbau mit tief heruntergezogenem Satteldach, gleichzeitig.

### Einwohnerentwicklung
Gemeinde Beyerberg
| Jahr      | 1818   | 1840   | 1852   | 1855   | 1861   | 1867   | 1871   | 1875   | 1880   | 1885   | 1890   | 1895   | 1900   | 1905   | 1910   | 1919   | 1925   | 1933   | 1939   | 1946   | 1950   | 1952   | 1961   | 1970   |
| Einwohner | 539    | 624    | 666    | 646    | 676    | 696    | 690    | 663    | 659    | 666    | 653    | 640    | 655    | 636    | 649    | 628    | 612    | 595    | 585    | 842    | 769    | 700    | 619    | 625    |
| Häuser    | 113    | 119    |        |        |        |        | 148    |        |        | 139    | 146    |        | 134    |        |        |        | 126    |        |        |        | 132    |        | 131    |        |
| Quelle    | [ 20 ] | [ 21 ] | [ 22 ] | [ 22 ] | [ 23 ] | [ 24 ] | [ 25 ] | [ 26 ] | [ 27 ] | [ 28 ] | [ 29 ] | [ 22 ] | [ 30 ] | [ 22 ] | [ 31 ] | [ 22 ] | [ 32 ] | [ 22 ] | [ 22 ] | [ 22 ] | [ 33 ] | [ 22 ] | [ 15 ] | [ 34 ] |

Ort Beyerberg
| Jahr      | 001818 | 001840 | 001861 | 001871 | 001885 | 001900 | 001925 | 001950 | 001961 | 001970 | 001987 | 002006 | 002016 |
| Einwohner | 416    | 473    | 517    | 510    | 510    | 504    | 468    | 595    | 481    | 508    | 400    | *384   | *383   |
| Häuser    | 85     | 89     |        |        | 104    | 105    | 97     | 102    | 103    |        | 107    |        |        |
| Quelle    | [ 20 ] | [ 21 ] | [ 23 ] | [ 25 ] | [ 28 ] | [ 30 ] | [ 32 ] | [ 33 ] | [ 15 ] | [ 34 ] | [ 35 ] | [ 1 ]  | [ 1 ]  |

## Religion
Der Ort ist seit der Reformation evangelisch-lutherisch geprägt und Sitz der Pfarrei St. Walburgis und St. Nikolaus. Die Einwohner römisch-katholischer Konfession sind nach Herz Jesu (Bechhofen) gepfarrt.

## Kindergarten
Der Ort hat einen Kindergarten mit einer Gruppe für bis zu 25 Kinder, dessen Träger die evangelisch-lutherische Kirche ist.

## Persönlichkeiten
- Georg Albrecht Hamberger (1662–1716), Mathematiker und Physiker